# Tramwaje w Clinton (Oklahoma)
Tramwaje w Clinton (Oklahoma) − zlikwidowany system komunikacji tramwajowej w Clinton w Oklahomie w Stanach Zjednoczonych, działający w latach 1909−1914.

## Historia
Pierwsze tramwaje w Clinton uruchomiono w 1909, były to tramwaje benzynowe. W 1911 zlikwidowano system, a w 1912 uruchomiono tramwaje elektryczne. Budowę sfinansował Thompson. Oba systemy korzystały z torów o szerokości 1435 mm. Zakupiono jeden używany tramwaj z Chicago. 27 sierpnia 1914 jedyny wagon tramwajowy zderzył się z lokomotywą co zakończyło eksploatację linii.